# Пожарский, Александр Фёдорович
Александр Фёдорович Пожарский (8 декабря 1938, Ростов-на-Дону — 10 мая 2025) — советский и российский химик-органик, доктор химических наук, профессор кафедры органической химии химического факультета ЮФУ, заслуженный деятель науки Российской Федерации.

## Биография
Окончил Ростовский университет (1961), там же защитил кандидатскую (1963) и докторскую (1972) диссертации. В 1968—1969 годах стажировался в Университете Восточной Англии. С 1975 г. — профессор кафедры органической химии РГУ, с 1981 по 2019 г. — заведующий кафедрой.
Основные работы в области химии гетероциклических соединений, теоретической органической химии.
Автор 7 монографий и более 300 статей в отечественных и зарубежных научных журналах. Один из наиболее цитируемых химиков России. Член редколлегии журнала «Химия гетероциклических соединений».
Лауреат общенациональной премии «Профессор года — 2020» в номинации «химические науки».
Умер 10 мая 2025 года в возрасте 86 лет.

## Краткая библиография
- Пожарский А. Ф. Теоретические основы химии гетероциклов — M.: Химия, 1985.
- Пожарский А. Ф., Солдатенков А. Т. Молекулы-перстни — M.: Химия, 1993.
- Katritzky A. R., Pozharskii A. F. (ed.) Handbook of Heterocyclic Chemistry (Second Edition) — Pergamon, Amsterdam, 2000.
- Pozharskii A. F., Soldatenkov A. T., Katritzky A. R. Heterocycles in Life and Society — J. Wiley & Sons, 1997 (Second Edition — 2011).